# 3781 Dufek
3781 Dufek (1986 RG1) là một tiểu hành tinh vành đai chính được phát hiện ngày 2 tháng 9 năm 1986 bởi Mrkos, A. ở Klet.